# Josep Maria Muñoz i Lloret
Josep Maria Muñoz i Lloret (Barcelona, 1959) és un historiador, traductor i editor català. Dirigeix la revista L'Avenç des de l'any 1999. Es va doctorar en història contemporània per la Universitat de Barcelona amb una tesi sobre l'historiador Jaume Vicens i Vives que va ser publicada, després de rebre el Premi Gaziel de biografies i memòries, amb el títol de Jaume Vicens i Vives (1910-1960). Una biografia intel·lectual (1997). Ha comissariat les exposicions Jaume Vicens i Vives i la nova història (Museu d'Història de Catalunya) i Jaume Vicens i Vives - Josep Pla. Complicitats (Fundació Josep Pla).

## Obra
- Jaume Vicens i Vives (1910-1960). Una biografia intel·lectual (Edicions 62, 1997)
- Juan II de Aragón (1398-1479): monarquía y revolución en la España del siglo XV, editor (Urgoiti, 2003)
- Catalunya, una història europea, codirector (Generalitat de Catalunya, 2006)
- Àlbum Jaume Vicens i Vives 1910-1960, editor (Societat Estatal de Commemoracions Culturals, 2010)
- Els quatre presidents: entrevistes a Tarradellas, Pujol, Maragall i Montilla (L'Avenç, 2010)

## Traduccions
- El castell de Sant Ferran de Figueres: la seva història, de Carlos Diaz Campany (Generalitat de Catalunya, 1982)
- El regne de València al segle XVII, de James Casey (Afers, 2006)
- El coronel Chabert, d'Honoré de Balzac (L'Avenç, 2012)
- Adolphe, de Benjamin Constant (L'Avenç, 2013)
- Els últims dies d'Immanuel Kant, Thomas de Quincey (L'Avenç, 2013)
- La bèstia humana, d'Émile Zola (L'Avenç, 2014)[5]